# Giuseppe Martinelli (ciclista)
Giuseppe Martinelli (* Rovato, 11 de março de 1955). Foi um ciclista italiano, profissional entre 1977 e 1985, cujos maiores sucessos desportivos conseguiu-os na Volta a Espanha, onde conseguiria uma vitória de etapa na edição de 1980 e no Giro d'Italia onde se impôs em duas etapas, nas edições de 1979 e 1980.
Como ciclista amador conseguiu a medalha de prata na prova de fundo em estrada nComo um ciclista amador, Martinelli participou nos Jogos Olímpicos de 1976 em Montreal, no Canadá, onde conquistou uma medalha de prata na prova de estrada individual, atrás do suíço Bernt Johansson.
Depois da sua carreira como ciclista profissional continuou unido ao ciclismo ao desempenhar o cargo de director desportivo, atualmente na equipa Pro Team Astana.
O seu filho, Davide Martinelli é ciclista profissional.

## Palmarés
| 1976 - 2 etapas do Grande Prêmio Guillermo Tell - 2.º no Campeonato Olímpico em Estrada 1977 - 1 etapa do Giro de Sicília 1978 - 1 etapa do Giro d'Italia | 1979 - 1 etapa do Giro d'Italia 1980 - 1 etapa da Volta a Espanha - 1 etapa do Giro d'Italia 1981 - Milano-Torino |

## Resultados nas grandes voltas
| Carreira           | 1977  | 1978 | 1979 | 1980 | 1981 | 1982 | 1983 | 1984  | 1985 |
| ------------------ | ----- | ---- | ---- | ---- | ---- | ---- | ---- | ----- | ---- |
| Giro d'Italia      | 107.º | 31.º | 87.º | 77.º | 86.º | Ab.  | -    | 107.º | -    |
| Tour de France     | -     | -    | -    | -    | -    | -    | -    | -     | -    |
| Volta a Espanha    | -     | -    | -    | Ab.  | -    | -    | Ab.  | 67.º  | -    |
| Mundial em Estrada | -     | -    | -    | -    | -    | -    | -    | -     | -    |

-: não participa

Ab.: abandono